# Saint-Victor-Malescours
Saint-Victor-Malescours is een gemeente in het Franse departement Haute-Loire (regio Auvergne-Rhône-Alpes). De plaats maakt deel uit van het arrondissement Yssingeaux. Saint-Victor-Malescours telde op 1 januari 2022 804 inwoners.

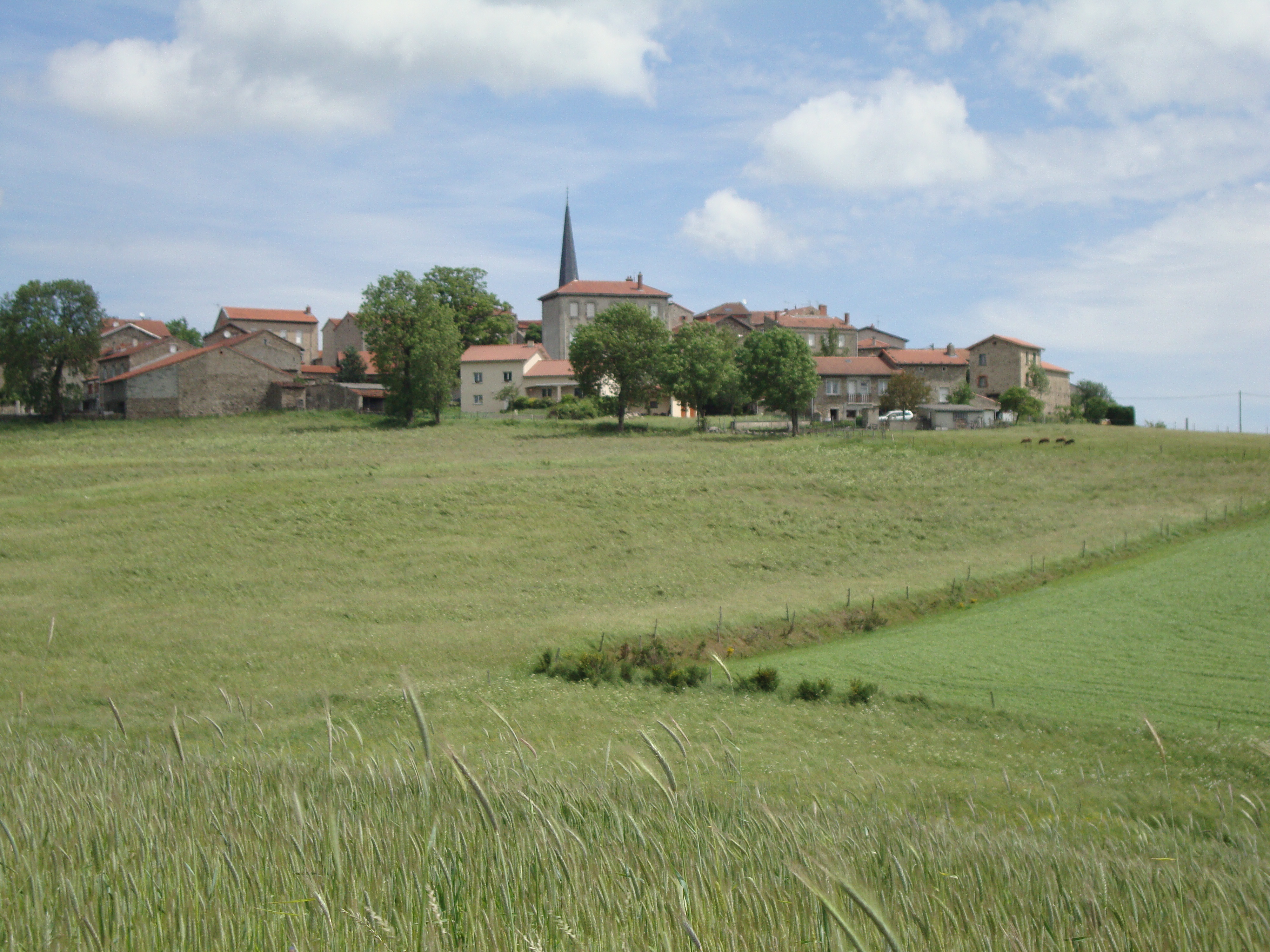
Saint-Victor-Malescours
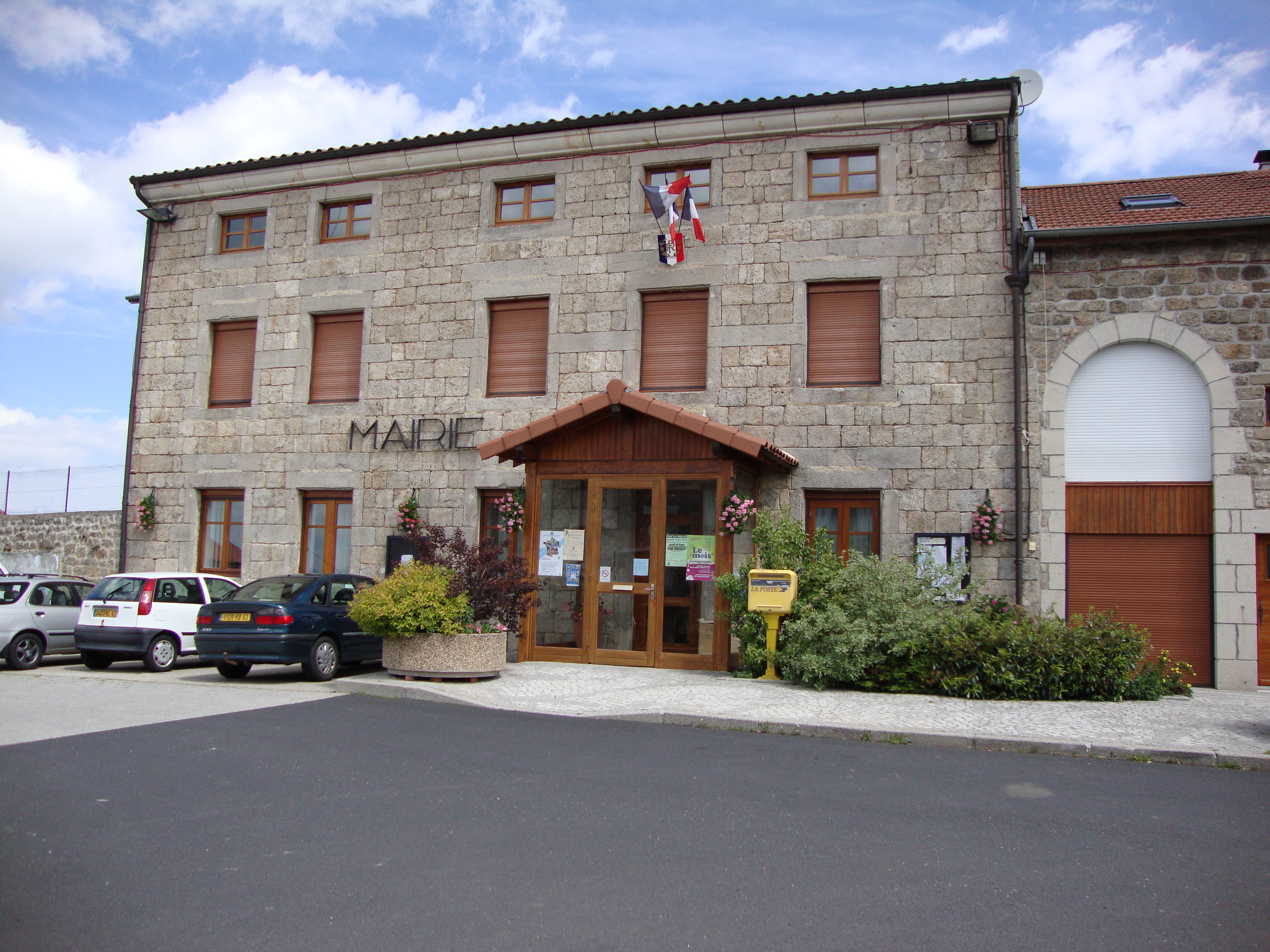
Gemeentehuis

## Geografie
De oppervlakte van Saint-Victor-Malescours bedroeg op 1 januari 2022 14,47 vierkante kilometer; de bevolkingsdichtheid was toen 55,6 inwoners per km².

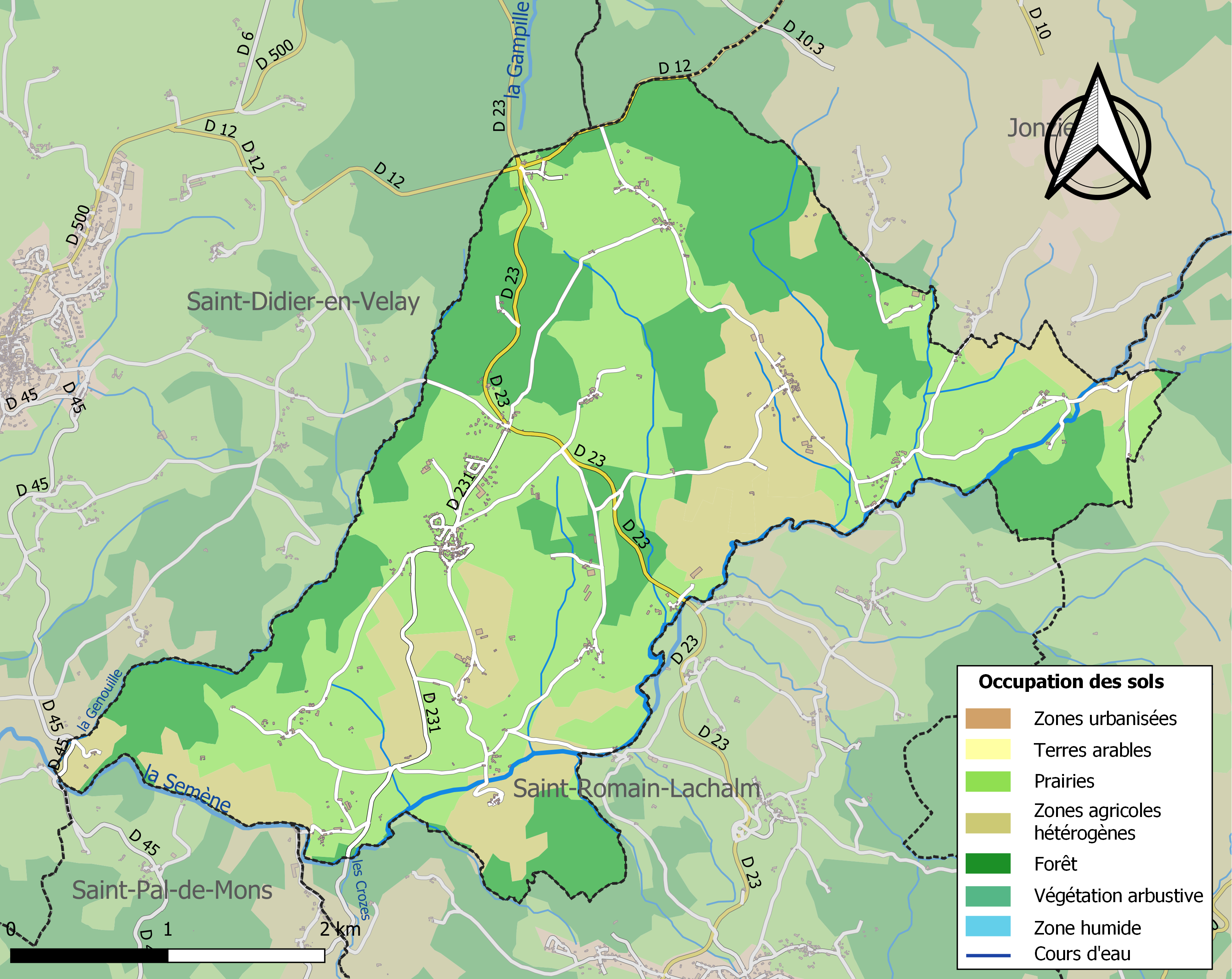
Kaart van de gemeente met de belangrijkste infrastructuur, bodemgebruik en omliggende gemeenten

## Demografie
Onderstaande figuur toont het verloop van het inwonertal (bron: INSEE-tellingen).